# دیوینوپولیس دو توکانتینس
دیوینوپولیس دو توکانتینس (به پرتغالی: Divinópolis do Tocantins) یک منطقهٔ مسکونی در برزیل است که در توکانتینس واقع شده‌است. دیوینوپولیس دو توکانتینس ۶٬۹۴۳ نفر جمعیت دارد.